# Львиные ворота
Львиные ворота (греч. Πύλη των Λεόντων) — входные ворота акрополя Микен (Греция). Построены в середине XIII века до н. э. вместе с расширением крепостной стены города. Своё название получили от барельефа с изображением львов, помещённого над ними, который является древнейшим образцом монументальной скульптуры в Европе.
Ворота построены из четырёх монолитных глыб известняка («циклопическая кладка»), вес притолоки составляет около 20 тонн. Пролёт ворот представляет собой правильный квадрат со стороной 3,1 м. Во внутренней части боковых стенок находятся углубления, свидетельствующие о том, что в древности они закрывались двумя деревянными створками. Притолока посередине сделана более широкой, чтобы выдержать вес лежащей на ней треугольной каменной плиты-фронтона, помещённой между двумя выступами крепостной стены, которые образуют «облегчающий» треугольник.
- Реконструкция крепостной стены Микен и Львиных ворот
- Барельеф со львами

Фронтон, венчающий ворота, выполнен из твёрдого известняка и украшен рельефным изображением двух львов. Они изображены стоящими на задних лапах, повёрнуты друг к другу и передними лапами опираются на два жертвенника, которые поддерживают колонну. На верхнюю часть колонны опирается крыша какого-то сооружения. Головы львов не сохранились. Сохранившиеся места для их крепления позволяют сделать вывод, что они были выполнены из другого материала (слоновая кость или стеатит) и вероятно были повёрнуты к людям, входящим в ворота. Рельеф, по одной из версий, представляет собой герб династии Атридов, правившей городом в период строительства ворот.